# Reaktor hlađen rastaljenom soli
Reaktor hlađen rastaljenom soli MSR (eng. Molten Salt Reactor) je vrsta nuklearnog reaktora IV. generacije, za koji je predstavljeno je i nekoliko dizajna nuklearnog reaktora hlađenog rastaljenom soli, a napravljeno je i nekoliko prototipova. Ranija rješenja oslanjala su se na nuklearno gorivo otopljeno u rastaljenim solima fluora tvoreći uranijev tetrafluorid (UF4). Kritičnost se dosiže ulaskom medija u grafitnu jezgru koja ujedno služi kao moderator (usporivač neutrona). Neke današnje ideje više se oslanjaju na gorivo disperzirano unutar grafitne matrice s rastaljenom soli, čime se osigurava hlađenje pri visokoj temperaturi i niskom tlaku. Početni dizajn je nuklearni reaktor snage 1 000 MW, a ciljni datum uvođenja je 2025.
Riječ je o zanemarenim projektima koji se svojedobno nisu uklopili u hladni rat između Sovjetskog Saveza i Amerikanaca, pa su 1976. bačeni u ladicu. Zahvaljujući internetu, informacija o njima dospjela je u javnost 2006. Torijski nuklearni reaktor s tekućim torijevim fluoridom temeljito se razlikuje od većine današnjih nuklearnih reaktora. Jedna tona torija dovoljna je za proizvodnju jednake količine energije kao od 200 tona uranija, što automatski znači i manje radioaktivnog otpada. Nakon iskorištavanja, nastali je otpad otrovan samo oko 300 godina, za razliku od današnjeg nuklearnog otpada, koji će biti opasan još bar 10 000 godina. Štoviše, torijski reaktor može iskoristiti otpad uranijskog reaktora za rad. Torij je, usto, jeftin i može se pakirati u mnogo manje dimenzije. Prema procjenema, Amerika ima oko 440 000 tona torija, Australija i Indija oko 300 000 tona, a Kanada još 100 000 tona. U Americi i Australiji još su ga donedavno bacali kao beskorisni otpad. Kad se sve zbroji, imamo ga dovoljno za napajanje cijelog svijeta još barem 1000 godina. Uranija imamo tek za nekih 80 godina.

## Povijest
Od početka 1950-tih godina 20. stoljeća, pa sve do sredine 1970-tih, u Oak Ridge laboratoriju u američkoj saveznoj državi Tennessee, razvijao se i dotjerivao projekt namijenjen čišćoj proizvodnji golemih količina energije. Zasnivao se na nuklearnom reaktoru koji je umjesto krutoga goriva rabio tekuće, koje nudi brojne prednosti nad krutim, prije svega u načinu rada i kontroli procesa. Na početku, pod vodstvom Alvina Weinberga, istraživači laboratorija Oak Ridge, napravili su 4 reaktora: 2 s vodenim hlađenjem (lakovodni reaktor), a 2 s otopljenom fluoridnom solju. Kako bi proizveli dovoljno električne struje, lakovodni reaktori morali su raditi pod vrlo visokim tlakom. Mogli su rastvoriti uranijeve materijale, ali ne i one koji sadrže torij. Za razliku od reprocesiranja u reaktoru s krutim gorivom, postupak u reaktoru s vodom bio je vrlo složen. Međutim, reaktori sa smjesom tekućih i krutih fluoridnih soli nisu imali nikakvih problema, a radili su na višoj temperaturi, ali bez dodatnog povećanja tlaka. Mogli su uspješno rastvoriti i uranij i torij, pri čemu su soli u reaktoru bile potpuno
neosjetljive na visoku radijaciju. Logično, stručnjaci su se opredijelili za tehnički superiorniju tekuću fluoridnu sol, nadajući se daljnjem razvoju. Prototip reaktora sa solju torijevog fluorida MSR (engl. Molten Salt Reactor), bez vrlo skupog nuklearnog goriva u šipkama, uspješno je radio gotovo 5 godina.
U tom eksperimentalnom reaktoru primijenjen je torij-232 kao materijal za obogaćivanje, a uranij-233 kao nuklearno gorivo. No, krajem 1960-tih, američka Državna komisija za atomsku energiju jednostavno je otpustila Alvina M. Weinberga, direktora laboratorija i znanstvenika koji je patentirao postupak. Najviše su ih smetale njegove tvrdnje o bitno većem učinku, pouzdanosti i sigurnosti reaktora s tekućim gorivom i zračnim hlađenjem. Nakon toga prekinuta su sva daljnja istraživanja, a razvoj je usmjeren na reaktore u kojima se uranij moglo pretvarati u plutonij. U raznim varijantama, ta tehnika prevladava i danas.

### Reaktor s tekućim torijevim fluoridom LFTR
Najnovije uskrsnuće reaktora s torijevim fluoridom razvilo se nakon 1992., iz dugogodišnjih istraživanja Alvina Radkowskog i njegove tvrtke Thorium Power Ltd. ili reaktor s tekućim torijevim fluoridom LFTR (engl. Liquid-Fluoride Thorium Reactor ili lifter), a napravljen je kombinacijom dviju vrsta tekuće fluoridne soli. Prva sadrži fisilno gorivo (uranij-233) koje održava nuklearnu reakciju. Druga sol sadrži dovoljno torija da upije barem polovinu neutrona iz fisijske reakcije, a pritom proizvede više uranija-233. Ta druga sol je istodobno i pokrivač ili ogrtač oko uranijevih šipki, koji zaštićuje reaktor od oštećenja, koje mogu prouzročiti neutroni i gama-zrake. Kako se torij u toj soli pretvara u uranij-233, fizikalno se prenosi u sol s gorivom, gdje raspadanjem ispušta neutrone i toplinu. Toplina se najprije odvodi u izmjenjivač topline ili hladilo soli, smješteno izvan reaktorske jezgre, a zatim u zatvoreni krug za prijenos topline u plinsku turbinu koja pokreće generator i proizvodi električnu struju. Višak topline može se izbaciti u zrak ili vodu, ovisno o dostupnosti. Taj višak topline može
pročišćavati ili desalinirati more, proizvodeći pitku vodu i drugo. 
Danas stručnjaci otkrivaju brojne prednosti takvog torijevog reaktora s tekućim fluoridnim solima:
- Uklanja potrebu za svim fosilnim gorivima, čime istodobno smanjuje potencijalne ratne napetosti, tržišne ucjene i goleme troškove prijevoza;
- Suvremeni LFTR reaktor objedinjuje dvije nuklearke u jednoj. Istodobno proizvodi mnogo električne energije i spaljuje nuklearni otpad;
- Bitno je sigurniji od klasičnih reaktora. Radi bez visokog tlaka, na temperaturi koja isključuje topljenje reaktorske jezgre;
- Primjenom čišće i jefinije tehnologije od elektrana na ugljen, pruža velike mogućnosti za energetski oporavak nerazvijenih i siromašnih zemalja;
- U LFTR-reaktoru gotovo nije moguće proizvesti materijal za nuklearno oružje.
- Bitno je jeftiniji od tradicionalnog reaktora i bitno manje otrovan. Ne treba skupe posude, mnogo vode ni masivne zaštitne građevine.
- Torija ima u izobilju, za nekoliko stoljeća, a postoje i površinske zalihe od nasutih materijala nakupljenih oko rudnika nakon vađenja drugih ruda.
- Može u relativno kratkom roku osigurati više energije od svih sunčevih uređaja i vjetrogeneratora zajedno. Time svi dobivamo na vremenu.

Uz brojne neočekivane mogućnosti koje otvaraju torijevi reaktori, valja zapamtiti kako svu potrebnu energiju koja vam treba tijekom cijelog života možete dobiti iz kugle torija koja vam stane u šaku. I pritom vas neće opeći.

## Način rada reaktora hlađenog rastaljenom soli MSR
U ovom su tipu nuklearnog reaktora, nuklearno gorivo, oplodni materijal i fisijski produkti pomiješani s hladiocem zajedno cirkuliraju kroz kanale grafitne jezgre, te kasnije kroz primarni izmjenjivač topline. Grafit omogućava djelomičnu moderaciju (usporivač neutrona), tako da reaktor koristi epitermički dio neutronskog spektra. Gorivo je u formi uranijevog fluorida (UF4, s uranij-233 fisibilnim izotopom), oplodni materijal je torij (u formi ThF4), a hladilac smjesa LiF i BeF2. Izlazna temperatura hladioca i goriva, odnosno rastaljenih soli, iznosi oko 700 °C, tlak posude 0,52 MPa, a stupanj iskoristljivosti veći od 44%. Viši stupanj iskoristljivosti u odnosu na sadašnje lakovodne reaktore posljedica je rada pri višim temperaturama. Predviđena snaga elektrane s MSR-om je 1000 MW. Klasične zamjene goriva nema jer se fisijski produkti kontinuirano uklanjaju iz rastaljenih soli. U primarnom izmjenjivaču topline rastaljene soli primarnog kruga predaju toplinu sekundarnom rashladnom sredstvu – rastaljenoj smjesi NaBF4 i NaF. Sekundarno rashladno sredstvo omogućava izolaciju između niskotlačnog reaktora i visokotlačnog parnog ciklusa. Nakon prolaska kroz sekundarni izmjenjivač topline (parogenerator), fluid se vraća u primarni izmjenjivač topline. Francuski projekt MSR-a predviđa rad pri temperaturi od 800 °C, te upotrebom helija umjesto vodene pare. 
Prednosti MSR-a su manja količina fisilnog materijala (manja opasnost proliferacije nuklearnog oružja), velika iskoristivost goriva, sigurnost rada zbog pasivnih sustava hlađenja na bilo kojoj snazi, te mala količina radioaktivnog otpada sastavljenog većinom od fisijskih produkata, što rezultira kraćim vremenom poluraspada.